# Musikbyrån
Musikbyrån var ett TV-program om musik som hade premiär i SVT 1996. Programledare var Magnus Broni och under en period även Petra Markgren Wangler.
2007 visades tre program som vartdera fokuserade helt på produktionen kring "Take on Me", "Life on Mars?" och "Apache".